# Агентство безопасности продовольствия
Агентство безопасности продовольствия (фин. Elintarviketurvallisuusvirasto, швед. Livsmedelssäkerhetsverket) — государственное агентство Финляндии, осуществляющее контроль в области безопасности продовольствия и продуктов питания.
Все продукты питания, распространяемые в Финляндии, должны иметь обязательную маркировку на финском и шведском языках (исключение было сделано в 2014 году для продуктов, произведённых в Финляндии с маркировкой на русском языке, чтобы снизить потери от введённых Россией контрсанкций).

## Деятельность
Агентство осуществляет контроль не только готовой продукции, но в том числе и на этапе производства и заготовки продовольствия — на фермах, скотобойнях и предприятиях.
Ежегодно в районах, прилегающих к юго-восточной государственной границе (на полосе шириной в 40 километров от Иломантси до Виролахти и далее на полосе шириной 20 километров вдоль южного побережья до Пюхтяа), агентство проводит кампанию по разбрасыванию с воздуха приманок с вакциной против заболевания бешенства в ходе которой сбрасывается около 180 тысяч приманок для малых хищников (общая площадь зоны вакцинации около 10 тысяч км²).
В 2013 году агентство сообщило о вреде колбасных изделий, как содержащих нитраты и нитриты, особенно для детей. Ведомство не рекомендует давать сосиски детям до одного года, а детям 1—2-х лет — всего один раз в неделю. В качестве профилактики специалисты рекомендуют взрослым есть не более 0,5 килограмм мясных продуктов в неделю.
В ноябре 2016 года, при выявлении случаев заболевания птичьим гриппом диких птиц на Аландских островах, агентство предписало фермерским хозяйствам Финляндии содержать домашних птиц только в закрытых помещениях.